# Regionální muzeum ve Vysokém Mýtě
Regionální muzeum ve Vysoké Mýtě je muzeum s nízkým vstupným, bohatými sbírkami a stálou expozicí hasicí techniky firmy Stratílek. Specializací muzea jsou technické památky, v první řade pak vývoj karosářství prezentovaný prostřednictvím firmy Carrosserie Sodomka. Pro potřeby rozšiřující se expozice této firmy byla zřízena nová pobočka - Muzeum českého karosářství, kde na návštěvníky čekají ukázky Sodomkovy práce od kočárů, přes elegantní kabriolet Aero 50 Dynamik, až po vládní speciál Škoda VOS. Ve výstavních prostorách muzea je také stálá expozice Vysoké Mýto světové představující dějiny města. Muzeum má ve své správě také Barokní areál na Vraclavi s hodnotným souborem barokních dřevěných soch z Králík - Dolní Hedče.

## Historie
Muzeum bylo založeno v roce 1871 Karloušem Richterem, který vytvořil a spravoval nejstarší soupis s názvem „Katalog věcný Obecného muzea“. Další významná osoba byl V. V. Škorpil, který vytvořil další tři evidenční knihy pojmenované „Soupis Městského muzea vysokomýtského“ s cennými informacemi o sbírkových předmětech. V budově muzea je nyní pouze stálá expozice karosářské firmy Sodomka (Q3 2011), která zobrazuje její vývoj. Nejhodnotnějším exponátem je kabriolet Aero 50 Dynamik vyrobený v roce 1940.

## Sbírky
Muzeum vlastní celkově zhruba 80 tisíc sbírkových předmětů velmi rozmanitých zaměření. Sbírky se dělí do následující 23 skupin: 1. Archeologie, 2. Architektura, 3. Zaměstnání venkovského lidu, 4. Těžba nerostů, 5. Řemesla, 6. Domácí a průmyslová výroba, 7. Živnosti a obchod, 8. Dopravní prostředky, 9. Textil, 10. Nádobí a nářadí kuchyňské, stolní a hospodářské, 11. Nábytek a zařízení, 12. Váhy a míry, 13. Stroje a nástroje (neřemeslné), 14. Optika a svítidla, 15. Zbraně a sportovní potřeby, 16. Školství a osvěta, spolky a veřejný život, 17. Předměty pro zábavu a osobní potřebu, 18. Mince, medaile, odznaky, 19. Umělecké předměty, 20. Náboženství, 22. Archiv a 23. Přírodniny. Některé skupiny se dále dělí na podsbírky, kterých je celkem 64. Skupina architektura obsahuje 4 podsbírky, nádobí a nářadí obsahuje 7 podsbírek a textil jich má 10.

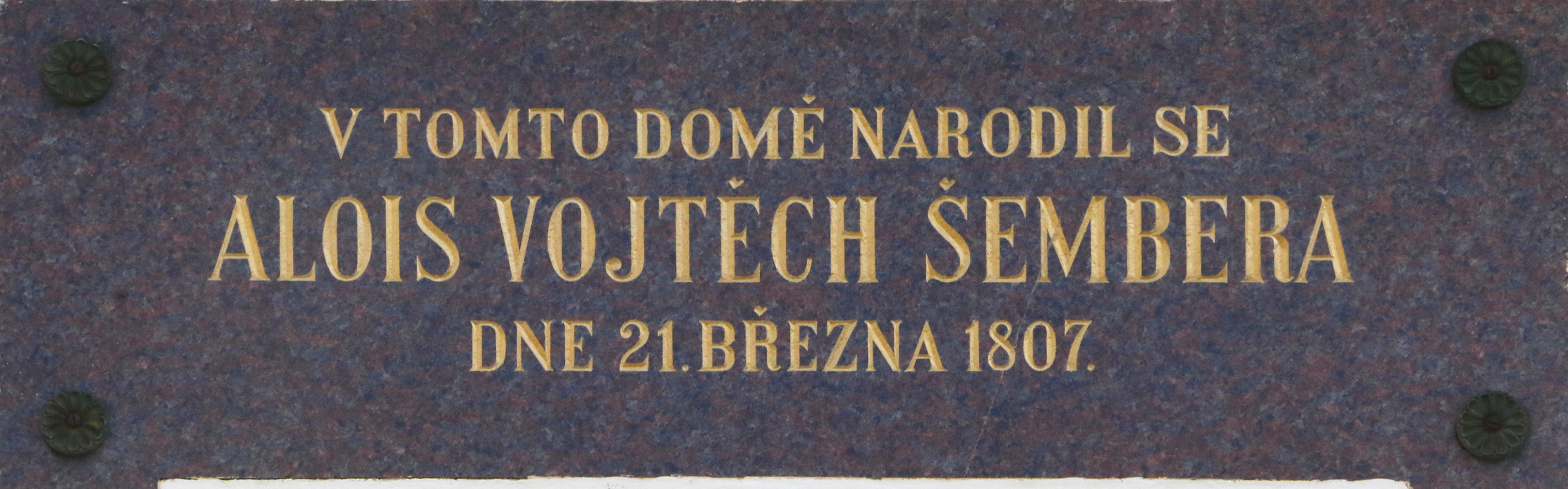
Pamětní deska místního rodáka Aloise Šembery na budově muzea

Mezi nezajímavější sbírkové předměty patří například v archeologických podsbírkách kamenné broušené nástroje, štípaná industrie, raně středověká předmincovní platidla (bronzové hřivny) nebo středověká militaria jako železné šipky, meč nebo fragment drátěné košile. Zajímavý je i precizně zpracovaný model zemědělské usedlosti z Vysokomýtska, který byl vystaven na Jubilejní zemské výstavě v Praze roku 1891
Ve sbírce knih jsou nejhodnotnější tři prvotisky z 15. století, nejstarší se datuje do roku 1483. Ve sbírce jsou i zeměpisné, politické, vojenské, silniční i geodetické mapy, nejhodnotnější z nich jsou mapa Moravy Moravia Marchionatus J. A. Komenského, mapa Čech Bohemiae regnum in XII. Circulos divisum od J. K. Müllera z roku 1720 a mapa Moravské země od A. V. Šembery vytvořená roku 1863.
Ve výtvarném umění jsou zastoupeni jak místní autoři, například Z. Chotěnovský, J. Juška, V. Prátr nebo A. Šauer, tak i velká část práce J. Šembery a skicáky J. Venuty s kolekcí vedut. Dále muzeum vlastní i ikonografické materiály zachycující výtvarné umění Střední Evropy z první poloviny 19. století. Nejstarším sbírkovýnm předmětem je náhrobní kámen ze 14. století, který byl původně umístěn v chrámu sv. Vavřince.
Muzeum vlastní i fotografické pozitivy jak profesionálních fotografů jako byl F. Berger, F. A. Brožek, F. Khýn, J. Lukeš, J. Teplý, J. Eckert a třeba J. F. Langhans, tak i amatérských fotografů jako byl J. Černý, S. Loskot, Z. Mauer, J. Skarlický, V. Švadlena, R. Drahoš nebo S. Wirth. Významné místo v muzeu má amatérský fotograf V. Votrubce, který zdokumentoval lidový oděv a architekturu z 90. let 19. století. Jiný profesionální fotograf Jan Popelka dokumentoval řadu významných událostí ve Vysokém Mýtě i zajímavé stavby ve městě po dobu zhruba 50 let v první polovině 20. století. Během návštěvy T. G. Masaryka v roce 1929 byl pořízen film, který tuto událost zachycuje. Vystavený exponát je ale kopie z nehořlavých materiálů.